# Košťálov
Košťálov (deutsch: Koschtialow) ist eine Gemeinde im Okres Semily, Liberecký kraj in Tschechien.

## Geschichte
Der Ort wurde 1381 erstmals urkundlich erwähnt. 

## Gemeindegliederung
Die Gemeinde Košťálov besteht aus den Ortsteilen Košťálov (Koschtialow), Čikvásky (Tschikwasek),  Kundratice (Kundratitz) und Valdice (Walditz). Grundsiedlungseinheiten sind Čikvásky, Košťálov, Kundratice, Podkamínky und Valdice.
Das Gemeindegebiet gliedert sich in die Katastralbezirke Čikvásky, Košťálov und Kundratice.